# 锡圭斯
锡圭斯（西班牙語：Sigüés）是西班牙阿拉贡自治区萨拉戈萨省的一个市镇。总面积102平方公里，总人口176人（2001年），人口密度2人/平方公里。